# Joseph Philippe de Clairville
Joseph Philippe de Clairville ( 1742 - 1830) fue un notable botánico, pteridólogo, briólogo y entomólogo suizo de origen francés.
Su colección de Coleoptera, de su mayor interés, se encuentra en el "Museo de Historia Natural de Basilea; también se interesó en Diptera y Odonata.
De Clairville escribió Helvetische Entomologie, publicado en Zúrich en 1798.
Y Manuel d'herborisation en Suisse et en Valais rédigé selon le système de Linné, publicado en 1811, bajo la forma de un opúsculo en idioma francés.

## Otras publicaciones
- Entomologie helvétique ou catalogue des Insectes de la Suisse rangés d'après une nouvelle méthode./ Helvetische Entomologie oder Verzeichniss der Schweizer Insecten, nach einer neuen Methode geordnet mit Beschreibungen und Abbildungen (Entomología helvética o catálogo de Insectos de Suiza dispuestas según un nuevo método). Orell, Füssli & Co. Zúrich: vol I, 149 pp. + 16 pl ; vol. II. (1798-1806)
- La abreviatura «Clairv.» se emplea para indicar a Joseph Philippe de Clairville como autoridad en la descripción y clasificación científica de los vegetales.[1]